# Asignado

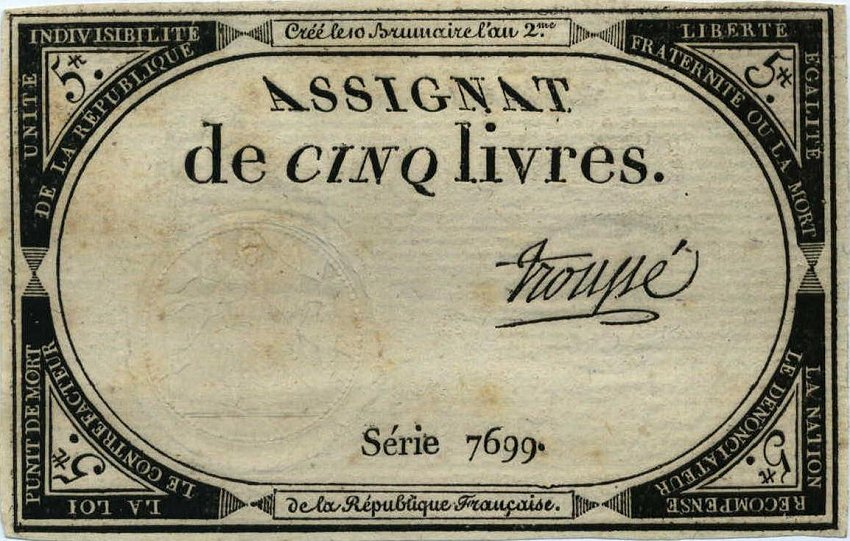
Billete "asignado" de 5 libras del año 1793

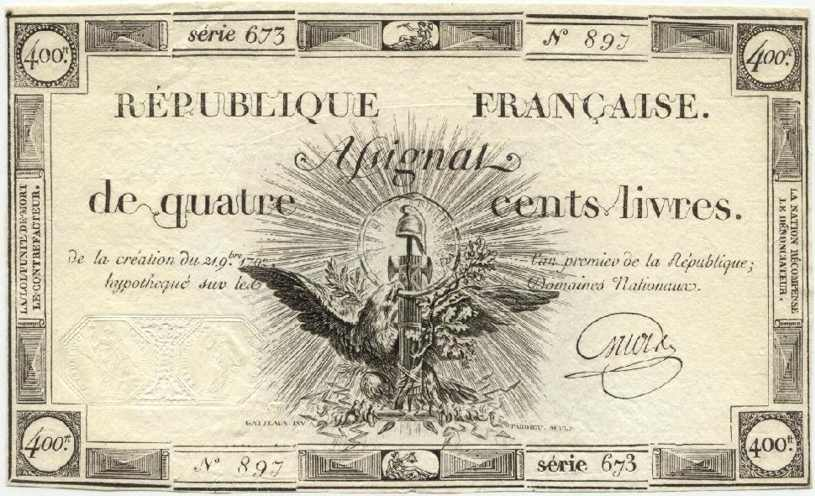
"Asignado" de la Primera República Francesa del 21 de setiembre de 1794 por valor de 400 Libras

Se llama asignado (en francés assignat) al papel moneda creado el 1 de abril de 1790 por la Asamblea Nacional francesa para remediar el desorden de la hacienda y la deuda de dicho país heredados de la monarquía de Luis XVI y para suplir la falta de numerario necesario para emprender las reformas de la Revolución francesa. Estuvieron vigentes hasta 1796 cuando fueron abolidos por el Directorio.

## Origen
Cuando en 1789 se reunieron los Estados Generales del reino de Francia, la situación económica del país se hallaba complicada por una elevada deuda pública pues el sistema del absolutismo generaba que el erario francés se confundiera con la riqueza personal del rey. Por eso, al hallarse la Corte de Luis XVI fuertemente endeudada con acreedores nacionales y extranjeros, tal situación influía negativamente sobre la economía de Francia y sobre la disponibilidad de dinero por parte de las autoridades.
Pese a que Francia contaba en esos años con poderosas industrias locales (que comprendían desde armamento hasta vinos, pasando por textiles y barcos), notables adelantos tecnológicos para su época, y una fuerte actividad comercial interna y externa (solamente comparable a la de Gran Bretaña y muy superior a la de España o Prusia), los crecidos gastos de la Corona consumían casi todos los ingresos obtenidos mediante los tributos y por ello el riesgo de bancarrota pública era grande, comprometiendo inclusive el pago de salarios a funcionarios y soldados. 
Ya el ministro Jacques Necker había alertado de este serio peligro al rey Luis XVI en 1788 y al año siguiente repitió su advertencia ante los Estados Generales del reino. Los Estados Generales dominados por los representantes de la burguesía determinaron entonces el 2 de noviembre de 1789 la expropiación de los bienes del clero tras una propuesta del diputado Charles Maurice de Talleyrand, por lo cual los bienes clericales pasaron a ser "bienes nacionales" (en francés, biens nationaux).

## Funcionamiento
Tras esta expropiación (sin compensación), las autoridades francesas obtienen una gran cantidad de riqueza, expresada en tierras, edificios, fincas, etc. pero que no se traducía en liquidez, considerando que en esos años el dinero se expresaba en metal precioso acuñado en monedas. Para solucionar este problema, se idearon los "asignados": estos documentos impresos en serie actuarían como bonos, cuyo valor estaba sustentado en el valor de los bienes confiscados por el gobierno revolucionario a personajes hostiles al nuevo régimen, como aristócratas emigrados y clérigos católicos. Tales propiedades confiscadas serían vendidas por orden de la Asamblea Nacional francesa y con ello se obtendría dinero en oro y plata para acuñación de moneda, logrando así sostener el valor de los "asignados"; estos documentos empiezan a emitirse en diciembre de 1790. 
Los "asignados" estaban previstos para generar interés de la misma manera que un bono y servían en principio solamente para el pago de obligaciones públicas hacia particulares, debiendo ser quemados cuando entraran otra vez en el Tesoro francés después que el titular del "asignado" lo intercambiara por dinero en metálico (obtenido por el Estado con la venta de los bienes nacionales). 

## Dificultades
Pese a estos planes, los elevados gastos estatales de Francia generaron un déficit público importante, además que el financiamiento de las guerras de la Revolución impuso una fuerte carga sobre la economía francesa, agravada además por la dificultad de mantener el comercio internacional de modo constante debido a la situación bélica con casi todo el resto de Europa. 
Todo esto causó pronto una grave reducción en los tributos percibidos por el erario francés, además de una auténtica escasez de moneda circulante en Francia; el panorama se tornaba más sombrío porque la dislocación económica causada por la guerras externas y la inestabilidad política hizo muy difícil hallar compradores a quienes vender los "bienes nacionales" y obtener efectivo por esta vía. Los problemas financieros obligaron que a mediados de 1791 la Asamblea Nacional aceptara darle a los "asignados" la calidad de papel moneda de curso legal, válidos para el pago de obligaciones privadas, lo cual disminuyó mucho su valor en poco tiempo. 
El elevado volumen de emisión de "asignados" no guardaba relación con el valor real de los "bienes nacionales", más aún cuando muchos de éstos no habían sido vendidos siquiera, ocurriendo una seria hiperinflación desde 1792 cuando los "asignados" empezaron a ser utilizados como moneda corriente por el Estado y por ciudadanos particulares de todo tipo, la situación empeoró cuando ese mismo año se decretó su curso forzoso, por lo cual tropas y funcionarios empezaron a recibir su paga en "asignados". La acuñación de metal precioso para circulación interior (como oro o plata) había sido suspendida por la Asamblea Nacional para financiar el esfuerzo bélico, mientras que la economía doméstica de Francia se basaba en los "asignados" y luego en el trueque al desaparecer la moneda metálica y perder los asignados casi todo su valor. 
La depreciación del "asignado" se agravó con el control de precios mostrado en la Ley del máximum general impulsada por los jacobinos en 1793 que alentaba cada vez más la subida de precios, y con ello la veloz depreciación de los "asignados"; además el hecho mismo de que la moneda de metal circulante en Francia hubiera sido reemplazada por simple papel impreso motivó una oleada de hábiles falsificaciones realizadas por las potencias enemigas de Francia -como Prusia o Gran Bretaña- para hundir más el valor del "asignado".

## Fracaso y supresión
Aunque la emisión inicial de "asignados" estaba prevista en 500 millones de libras francesas de plata en 1790, existían circulando en Francia 2.000 millones de libras en asignados en 1792, este monto aumentó a cerca de 3.000 millones de libras en 1793, y llegó hasta 6.000 millones de libras cerca del 9 de termidor del año III (julio de 1794); en esas fechas el valor real del "asignado" era apenas el 8% de su valor nominal, llegando a circular unas 34.000 millones de libras expresadas en "asignados" a inicios de 1796. 
El uso de los asignados fue definitivamente abolido por el Directorio el 30 de pluvioso del año IV, o sea, el 19 de febrero de 1796, siendo poco después retirados de la circulación al quedar como papeles sin valor monetario. Para entonces habían llegado a emitirse 45.000 millones de "asignados" y su valor había bajado hasta 1/200 de su valor nominal. 